# Trościańce
Trościańce (ukr. Тростянці́) – wieś na Ukrainie w obwodzie tarnopolskim, w rejonie czortkowskim. 
Do 1939 r. miejscowość wchodziła w  skład gminy Uście Zielone w powiecie buczackim województwa tarnopolskiego. W 1931 r. liczyła 349 zagród i 1648 mieszkańców, wśród których przeważali Ukraińcy.
W latach 1941–1945 nacjonaliści ukraińscy z OUN - UPA zabili 39 Polaków oraz kilkoro Ukraińców.
Do 2020 w rejonie monasterzyskim.